# Murmańsk-BN
Murmańsk-BN (ros. Мурманск-БН) – rosyjski system walki elektronicznej przeznaczony do rozpoznania radiowego, przechwytywanie sygnałów łączności dalekiego zasięgu i ich zagłuszania.

## Historia
System został opracowany przez rosyjski Koncern Technologii Radioelektronicznych (ros. Концерн «Радиоэлектронные технологии» – КРЭТ), jego testy trwały od 2013 r. Do służby w armii rosyjskiej został przyjęty w 2014 r. System został wprowadzony w 2015 r. na wyposażenie 841 Centrum Walki Radioelektronicznej Floty Bałtyckiej stacjonującego w obwodzie królewieckim w miejscowości Jantarnyj. Również w tym samym roku system wszedł na wyposażenie 471 Centrum Walki Radioelektronicznej w Pietropawłowsku Kamczackim. W 2017 r. otrzymało go 475 Centrum Walki Radioelektronicznej stacjonujące na Krymie w rejonie Sewastopola.
W styczniu 2021 r. system został wykorzystany podczas manewrów Floty Północnej. Rozmieszczony na Półwyspie Kolskim, wg doniesień rosyjskich mediów, miał zakłócić łączność amerykańskich samolotów B-1B Lancer i norweskich F-35 Lightning II oraz zmusić je do przerwania misji w pobliżu granicy Federacji Rosyjskiej. Te doniesienia nie zostały potwierdzone przez siły NATO.

## Opis techniczny
Podstawą systemu jest jednostka składająca się z dwóch ciężarówek KamAZ 53501, z których każda holuje przyczepę z dodatkową anteną. Pełny system Murmańsk-BN składa się z czterech takich grup, co pozwala na wykorzystanie 16 anten. Wysokość masztów antenowych wynosi 32 metry, mają konstrukcję teleskopową, a ich podnoszenie odbywa się z wykorzystaniem systemu hydraulicznego. Pełny skład systemu Murmańsk-BN umożliwia tłumienie sygnałów o wysokiej częstotliwości na obszarze 640 000 km². Przejście systemu do położenia bojowego (ustawienie anten, kalibracja i aktywacja elektronicznego systemu monitorowania) zajmuje 72 godziny. Każda z grup może działać pojedynczo lub też jako część systemu. Do rozmieszczenia pełnego składu systemu potrzebna jest powierzchnia o wymiarach 800×800 metrów. Dodatkowo w skład systemu wchodzą pojazdy wsparcia na podwoziu ciężarówki KamAZ 6350:
- pojazd dowodzenia,
- pojazd z generatorem pozwalającym dostarczyć czterem grupom anten 400 kW mocy.

Podstawą działania systemu jest zakłócanie transmisji na poziomie operacyjno-strategicznym i operacyjno-taktycznym (np. pomiędzy sztabami, samolotami i okrętami NATO) w zakresie wysokich częstotliwości używanych przez siły NATO (np. High Frequency Global Communications System) oraz wojskowej łączności satelitarnej. Obejmuje cały zakres fal krótkich z częstotliwościami od 3 do 30 MHz, stosowanymi powszechnie przez okręty wojenne i samoloty sił NATO. Według rosyjskich źródeł wojskowych może zakłócać systemy łączności o zasięgu od 5000 do 8000 km. System automatycznie zbiera dane o nadajnikach w paśmie HF, klasyfikuje i określa rodzaj i siłę przeciwdziałania. W przyszłości przewidywany jest rozwój możliwości systemu w zakresie zakłócania działania systemu nawigacji satelitarnej GPS.

## Użycie bojowe
Ministerstwo Obrony Rosji poinformowało, że system został wykorzystany bojowo podczas agresji Federacji Rosyjskiej na Ukrainę w 2022 r.